# 大阪教育大学
大阪教育大学（おおさかきょういくだいがく、英語: Osaka Kyoiku University）は、大阪府柏原市旭ヶ丘4丁目698番地の1に本部を置く日本の国立大学。1874年創立、1949年大学設置。大学の略称は大教（だいきょう）、大教大（だいきょうだい）、大阪教育大（おおさかきょういくだい）、OKU。

## 概要
戦後の学制改革により、1949年（昭和24年）5月31日に大阪第一師範学校、大阪第二師範学校を包括した新制大学として大阪学芸大学（おおさかがくげいだいがく）を設立。1967年（昭和42年）に大阪教育大学へ校名変更した。設立以来キャンパスは大阪市天王寺区に所在したが、1990年代に柏原キャンパスが完成し、本部と大半の施設が移転した。
現在は、大阪府柏原市および大阪市天王寺区の両キャンパスに、教育学部（教員養成課程、教育協働学科）、大学院（教育学研究科（修士課程）、連合教職実践研究科（連合教職大学院））、特別支援教育特別専攻科があり、約4,500人の学生が在籍している。

## 教員勤務時間
(１)　始業時刻　午前8時30分　(２)　終業時刻　午後5時15分　(３)　休憩時間　午後0時から午後1時まで。

## 沿革

### 前史
大阪第一師範学校#沿革、大阪第二師範学校#沿革を参照。

### 新制大学

#### 昭和
- 1949年（昭和24年）5月31日 - 大阪第一師範学校と大阪第二師範学校を母体に新制「大阪学芸大学」が発足。
  - 学芸学部（小学校教員養成課程・中学校教員養成課程）を設置。
  - 師範学校を包括し、「大阪学芸大学 大阪第一師範学校」・「大阪学芸大学 第二師範学校」とする。
  - 師範学校の募集は停止し、師範学校時代からの在校生が卒業するまで師範学校は存続されることになる。
  - 大阪第一師範学校男子部に「天王寺分校」、大阪第一師範学校女子部に「平野分校」、大阪第二師範学校男子部に「池田分校」を設置し、分散授業を実施。
  - 大阪第一師範学校長の北川久五郎が初代学長に就任。
- 1950年（昭和25年）4月 - 平野分校に聾学校教員養成二年課程を設置。
- 1951年（昭和26年）3月31日 - 最後の卒業生を送り出し、大阪第一師範学校と大阪第二師範学校が廃止される。附属校の名称から「-師範学校」が除かれる。
- 1954年（昭和29年）4月 - 天王寺分校に第二部（夜間課程）小学校教員養成5年課程を設置。
- 1955年（昭和30年）1月 - 教育研究所を設置。
- 1956年（昭和31年）4月1日 - 天王寺分校と池田分校に附属高等学校を設置（附属高等学校天王寺校舎・附属高等学校池田校舎）。中学校教員養成2年課程を廃止。
- 1959年（昭和34年）- 小学校教員養成2年課程を廃止。
- 1963年（昭和38年）4月 - 養護学校教員養成課程を設置。
- 1966年（昭和41年）4月1日 - 附属平野小学校と中学校から特殊学級を分離し、附属養護学校を新設。養護教諭養成所を付置。
- 1967年（昭和42年）
  - 4月 - 幼稚園教員養成課程を設置。
  - 6月 - 大学名を「大阪教育大学」に、学芸学部を「教育学部」に改称。
- 1968年（昭和43年）4月 - 大学院教育学研究科（修士課程）を設置。
- 1969年（昭和44年）4月 - 肢体不自由児教育教員養成課程を設置。
- 1970年（昭和45年）4月 - 言語障害児教育教員養成課程を設置。
- 1972年（昭和47年）4月 - 附属高等学校平野校舎を設置。
- 1973年（昭和48年）4月 - 病虚弱児教育教員養成課程を設置。
- 1974年（昭和49年）4月 - 特殊教育特別専攻科、保健管理センター、同和教育センター設置。
- 1976年（昭和51年）4月 - 養護教諭養成課程を設置。
- 1988年（昭和63年）4月 - 教養学科を設置。障害児教育5課程を改組し障害児教育教員養成課程を新設。同和教育センターを教育実践研究指導センターに改組。

#### 平成
- 1989年（平成元年）9月 - 留学生指導センターを設置。
- 1991年（平成3年）
  - 12月 - 情報処理センターを設置。
  - この年 - 近畿日本鉄道「大阪教育大前駅」が開業。
- 1992年（平成4年）5月 - 柏原キャンパス（現在本部所在地）が完成。平野分校・池田分校が廃止される。
- 1994年（平成6年）8月 - 柏原キャンパスへの統合移転完了（一部施設は天王寺キャンパスに残る）。
- 1999年（平成11年）4月 - 天王寺キャンパスに生涯学習教育研究センター設置。
- 2000年（平成12年）
  - 4月 - 教育実践研究指導センターを教育実践総合センターに改組。小学校教員養成課程及び中学校教員養成課程を改組。
  - 12月 - 天王寺キャンパスの新校舎完成（放送大学大阪学習センターと合築）。
- 2001年（平成13年）6月 - 附属池田小学校に男が乱入し、20人あまりの児童を殺傷する事件が発生（附属池田小事件）。
- 2003年（平成15年）4月 - 全国共同利用施設・学校危機メンタルサポートセンター設置。
- 2004年（平成16年）4月 - 「国立大学法人大阪教育大学」に改組。
- 2006年（平成18年）4月 - 教育実践総合センター及び生涯学習教育研究センターを統合し教職教育研究開発センター設置。
- 2007年（平成19年）
  - 4月 - 障害児教育を特別支援教育に改称。附属養護学校を「附属特別支援学校」に改称。
  - 4月 - 科学機器共同利用センターを科学教育センターに改組。
  - 7月 - 留学生センターを国際センターに改組。
- 2010年（平成22年）4月 - キャリア支援センターを設置。小学校教員養成課程と中学校教員養成課程を学校教員養成課程に改組。
- 2013年（平成25年）3月 - 近畿大学との間で、連合教職大学院を2015年4月に開設する予定と発表。その後、同年8月6日には関西大学も合流と発表。
- 2015年（平成27年）4月 - 本学を基幹大学、連合参加大学を関西大学、近畿大学とし、大学院連合教職実践研究科高度教職開発専攻（教職大学院・専門職学位課程）を設置。
- 2017年（平成29年）4月 - 学部改組。

#### 令和
- 2021年（令和03年）4月 - 教育学研究科（修士課程）を1専攻3コースに再編。

## 基礎データ

### 所在地・アクセス
- 柏原キャンパス - 大阪府柏原市旭ヶ丘4丁目698-1
  - 近鉄大阪線 大阪教育大前駅下車、徒歩約15分または近鉄バスで7分
- 天王寺キャンパス - 大阪市天王寺区南河堀町4-88
  - JR西日本・Osaka Metro 天王寺駅下車、徒歩約10分
  - 近鉄南大阪線 大阪阿部野橋駅（あべの橋駅）下車、徒歩約10分
  - JR大阪環状線 寺田町駅下車、徒歩約5分

### シンボル
大学の公式キャラクターとして、以下が設けられている。
- やまお - 柏原キャンパスが「山」に立地することに由来する。
- たまごどり - 大学のロゴマークである「たまご」をイメージしている。

## 教育および研究

### 学部
教育学部の単科大学であるが、2017年度以前には、教員養成課程の他に教員免許取得を目的としない（いわゆる「ゼロ免課程」）教養学科が設置されていた。2014年に北海道教育大学で大幅な改組が行われるまでは、ゼロ免課程が学科の形で存在するのは大阪教育大学が唯一であった。なお大阪教育大学以外では、課程の形であれば存在していた。

#### 2017年度入学生以降
次の各課程及び学科が設けられている。
初等教育教員養成課程
- 幼児教育専攻
- 小学校教育専攻
  - 昼間コース
  - 夜間コース（５年課程）

学校教育教員養成課程
- 特別支援教育専攻
- 小中教育専攻
  - 学校教育コース[注釈 3]
  - 国語教育コース
  - 英語教育コース
  - 社会科教育コース
  - 数学教育コース
  - 理科教育コース
  - 家政教育コース
  - 保健体育コース
  - 音楽教育コース
  - 美術・書道教育コース
- 中等教育専攻
  - 国語教育コース
  - 英語教育コース
  - 社会科教育コース
  - 数学教育コース
  - 理科教育コース
  - 技術教育コース
  - 家政教育コース
  - 保健体育コース
  - 音楽教育コース
  - 美術・書道教育コース

養護教諭養成課程

小学校教員養成課程
- 修業年限は5年。夜間部。

教育協働学科
- 教育心理科学専攻
- 健康安全科学専攻
- 理数情報専攻
  - 数理情報コース
  - 自然科学コース
- グローバル教育専攻
  - 英語コミュニケーションコース
  - 多文化リテラシーコース
- 芸術表現専攻
  - 音楽表現コース
  - 美術表現コース
- スポーツ科学専攻

#### 2016年度入学生以前
幼稚園教員養成課程

学校教育教員養成課程
- 教育科学専攻
  - 教育学コース
  - 心理学コース
  - 道徳教育学コース
- 国語教育専攻
  - 小学校コース
  - 中学校コース
- 英語教育専攻
  - 小学校コース
  - 中学校コース

- 社会教育専攻
  - 小学校コース
  - 中学校コース
- 数学教育専攻
  - 小学校コース
  - 中学校コース
- 理科教育専攻
  - 小学校コース
  - 中学校コース
- 保健体育教育専攻
  - 小学校コース
  - 中学校コース

- 技術教育専攻
- 家政教育専攻
  - 小学校コース
  - 中学校コース
- 音楽教育専攻
  - 小学校コース
  - 中学校コース
- 美術・書道教育専攻
  - 小学校コース
  - 中学校コース

特別支援教育教員養成課程
- 視覚障害教育コース
- 聴覚障害教育コース
- 知的障害教育コース
- 肢体不自由教育コース
- 病弱教育コース
- 発達・言語障害教育コース

養護教諭養成課程

教養学科
- 人間科学専攻
- 文化研究専攻
  - 日本・アジア言語文化コース
  - 欧米言語文化コース
  - 社会文化コース
- 数理科学専攻
- 自然研究専攻
- 情報科学専攻
- 健康生活科学専攻
- スポーツ専攻
- 芸術専攻
  - 芸術学コース
  - 音楽コース
  - 美術・書道コース

小学校教員養成課程
- 修業年限は5年。夜間部。

### 研究科
先に沿革にも記したとおり、大学院教育学研究科（修士課程）は、2021年度入学者の教育課程において従前の4専攻（国際文化専攻、総合基礎科学専攻、芸術文化専攻、健康科学専攻）から、より教育・学習支援の実践力や課題分析力の育成に重点を置いた「高度教育支援開発専攻」の1専攻3コースに再編された。

#### 2021年度入学者以降
教育学研究科（修士課程）
- 高度教育支援開発専攻
  - 心理・教育支援コース
  - 国際協働教育コース
    - 日本型教育システム開発領域
    - 日本語教育支援高度化領域

  - 教育ファシリテーションコース(夜間開講)
    - 教育イノベーション開発領域
    - 地域教育・芸術支援人材高度化領域
    - 健康・安全教育高度化領域

連合教職実践研究科（教職大学院・専門職学位課程）
- 修了者に教職修士（専門職）の学位が授与される。
  - スクールリーダーシップコース（現職教員等（勤務経験3年以上）対象）
  - 援助ニーズ教育実践（現職教員・学部卒学生等対象）
  - 教育実践力コース（学部卒学生・現職教員対象）
  - 特別支援教育コース（学部卒学生・現職教員対象）

#### 2020年度入学者以前
教育学研究科（修士課程）
- 国際文化専攻
  - 言語文化コース
  - 文化研究コース
- 総合基礎科学専攻
  - 数理情報コース
  - 自然研究コース
- 芸術文化専攻
  - 音楽研究コース
  - 美術研究コース
- 健康科学専攻（夜間）
  - 人間科学コース
  - 健康生活コース
  - スポーツコース

連合教職実践研究科（教職大学院・専門職学位課程）
- 高度教職開発専攻
  - スクールリーダーシップコース（現職教員等（勤務経験3年以上）対象）
  - 援助ニーズ教育実践（現職教員・学部卒学生等対象）
  - 教育実践力コース（現職教員・学部卒学生等対象）
  - 特別支援教育コース（現職教員・学部卒学生等対象）

### 専攻科
特別支援教育特別専攻科
- 専修免コース
- 一種免コース

### 教員組織
2020年4月の組織改正により、いわゆる教教分離を図るものとして、教員組織としての「系」と教育組織としての「部門」が設けられている。これに伴い、従前の「大阪教育大学講座に関する規程」は廃止された。
系の組織構成は次のとおりである。なお、各系にはその代表者である系主任が任命されて置かれる。
- 高度教職開発系
- 総合教育系
- 多文化教育系
- 健康安全教育系
- 理数情報教育系
- 表現活動教育系

### 教育組織
先に教員組織の節で記した、教育組織としての部門は、次のとおり構成される。なお、それぞれの代表者である部門主任については、各部門から推薦のあった者が任命されて置かれる。
- 連合教職実践研究科　
  - 高度教職開発部門
- 初等教育課程　
  - 初等教育部門
- 教員養成課程　
  - 特別支援教育部門　
  - 学校教育部門　
  - 国語教育部門　
  - 英語教育部門　
  - 社会科教育部門　
  - 数学教育部門　
  - 理科教育部門　
  - 家政教育部門　
  - 技術教育部門　
  - 保健体育部門　
  - 音楽教育部門　
  - 美術・書道教育部門　
  - 養護教育部門
- 教育協働学科　
  - 教育心理学部門　
  - 健康安全科学部門　
  - 理数情報部門　
  - グローバル教育部門　
  - 芸術表現部門　
  - スポーツ科学部門

### 付属施設
- 附属図書館
- 教育研究施設等
  - 学校危機メンタルサポートセンター（全国共同利用施設）
  - 教職教育研究センター
  - 保健センター
  - 国際センター
  - 情報処理センター
  - 科学教育センター
  - キャリア支援センター
  - グローバル教育センター

## キャンパス

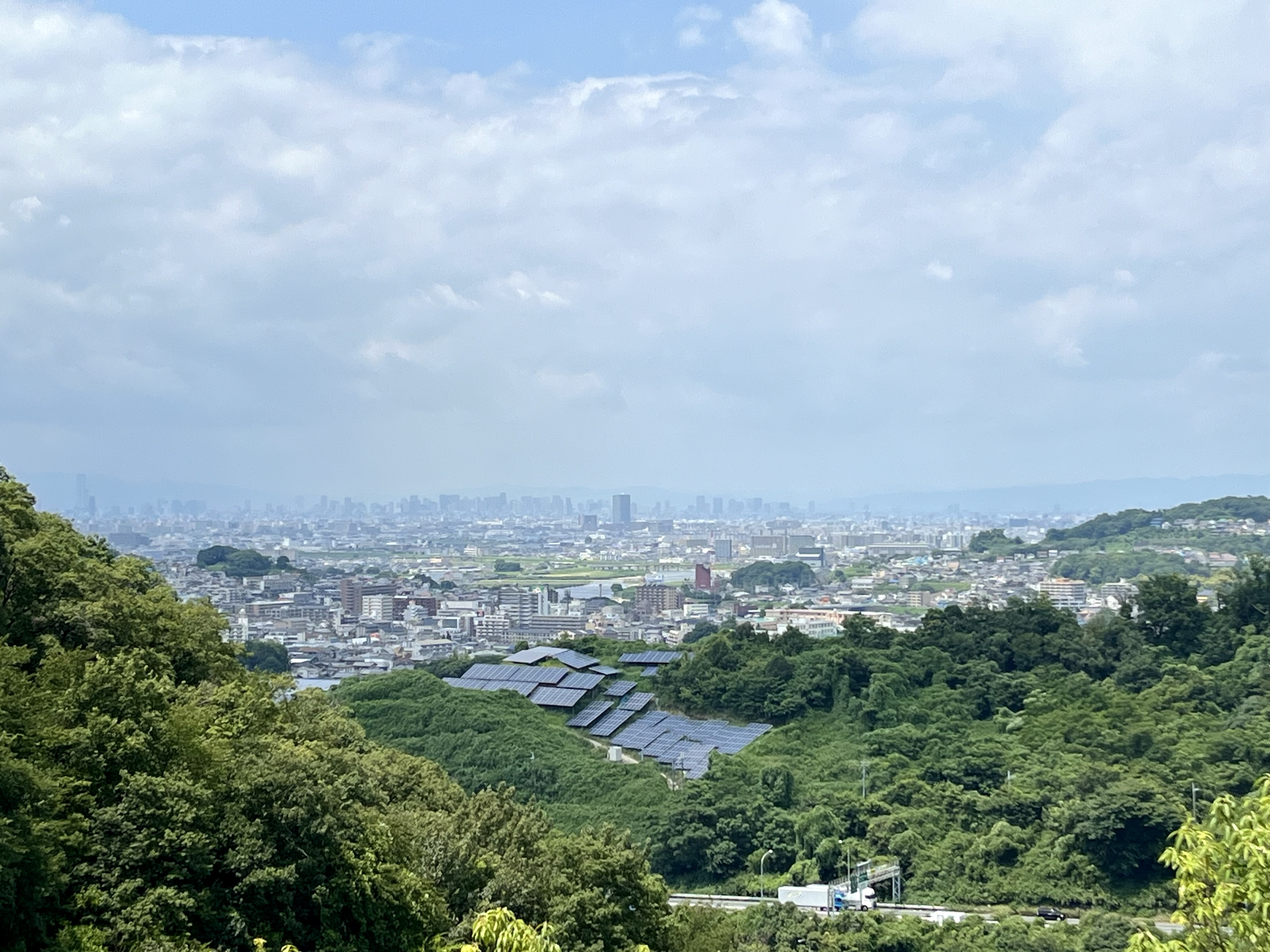
柏原キャンパスからの景色

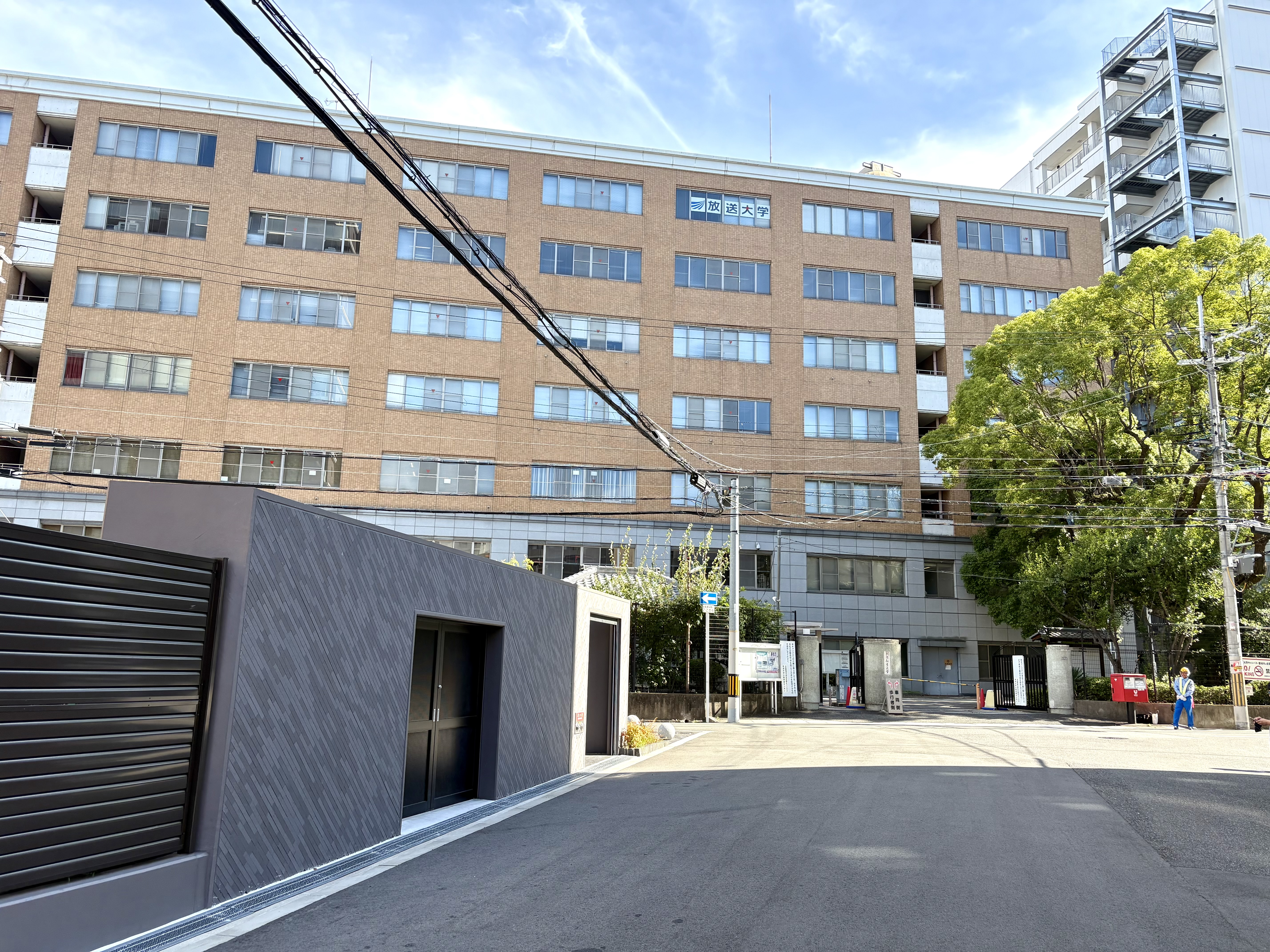
天王寺キャンパス

### 柏原キャンパス
- 柏原市の山間部に、統合移転により設置。
- 教育学部（初等教育教員養成課程[注釈 11]、学校教育教員養成課程、養護教諭養成課程、教育協働学科）、大学院、本部・事務局などがある。
- 野生のイノシシが頻繁に出没するので注意が必要である[15]。またキャンパス周辺の敷地外の山へ入山しないよう注意が呼びかけられている[16]。
- 大阪教育大学は2020年4月より、大学全体のインフラ予防保全等の施設整備を実施するための財源を確保する目的で、ネーミングライツ制度を導入している。柏原キャンパスの「エスカレーター」に関するネーミングライツ・パートナーにSky株式会社が選ばれ、同社との間で施設命名権に関する協定を締結している。協定期間は2022年8月1日から2025年7月31日まで。対象施設の愛称は「Sky Escalator（スカイ エスカレーター）」である。なお、「Sky Escalator」は、大学正門から標高差のあるキャンパスまでをつなぐ全長約120ｍのエスカレーター3基で、エスカレーターの大学施設命名権は全国で初となる[17]。

### 天王寺キャンパス
- 大阪市天王寺区に所在。
- 教育学部（初等教育教員養成課程）、大学院などがある。

## 附属学校・園
池田市、大阪市天王寺区、大阪市平野区に幼稚園、小学校、中学校、高等学校、特別支援学校を持つ。池田市には全国共同利用施設「学校危機メンタルサポートセンター」が設置され、学校安全、学校での災害被害児童・保護者の心理的ケアの実践・研究を実施している。
- 幼稚園
  - 大阪教育大学附属幼稚園
- 小学校
  - 大阪教育大学附属天王寺小学校
  - 大阪教育大学附属池田小学校
  - 大阪教育大学附属平野小学校
- 中学校
  - 大阪教育大学附属天王寺中学校
  - 大阪教育大学附属池田中学校
  - 大阪教育大学附属平野中学校
- 高等学校
  - 大阪教育大学附属高等学校天王寺校舎
  - 大阪教育大学附属高等学校池田校舎
  - 大阪教育大学附属高等学校平野校舎
- 特別支援学校
  - 大阪教育大学附属特別支援学校

## 大学関係者と組織

### 大学関係者組織
全学の同窓組織として「天遊会」が存在する。

## 学生生活

### 講義内容と教員免許
単科の大学ではあるものの、幼児教育、数学、国語、理科、社会、英語、道徳、音楽、美術、体育など専門分野別に課程が分かれている。そのため、小学校教員志望であっても、中学校一種、高等学校一種の免許状の取得が可能となっている。大学院への進学も視野に入れた場合、専修免許も取得できる。学生の努力次第では、幼児教育の免許、保育士資格、図書館司書の免許も取得ができる。反面、多くの教員資格を取得しようと考える場合、三回生から四回生にかけて教育実習を多く受ける必要が出てくるため、就職活動が出来なくなるデメリットが存在する。教育実習中は、講義への出席は免除される場合もあるが、二回生までに取っておくべき卒業要件に関わる単位は免除されないことも多く、計画的に単位をとらなければならない。三回生までの講義において、教員採用試験に必要な知識についてはある程度網羅されるが、教育法規、中教審の答申などについては最新のものを自ら情報収集する必要がある。

### 教育実習
教育実習は、原則として大阪教育大学の附属校を実習校とする。母校実習や異なる自治体での実習を希望する場合は早期段階での手続きが必要となる。附属校での実習は、教員採用試験に直結する実践的な内容になっており、実習生としてあるべき服装、言動、指導案を求められるなど、母校実習に比べてやや厳しいものとなっている。「子どもと触れ合いたい」という甘い考えだけでは実習を乗り切ることは難しく、一定期間を学校で過ごせば単位がもらえるというものではない。附属校は教育実験校としての気風があり、そこに通う生徒は、ベーシックな授業スタイルから革新的なものまで柔軟に対応し得ると考えられる子どもたちが集められている。年に複数回の実習生を迎えているため、教員だけでなく子ども達も授業に対して目が肥えており生半可な授業では通用しない。実習生は入念な準備をした上で授業をすることが求められる。

### 卒業後の進路
多くの学生が教員になるが、民間企業への就職を考えるものも少なくはない。その際は教育実習とのバランスを考えて就職活動を行う必要があるため、二回生の段階から進路を考えていないと道が狭まってしまう。学生課や所属しているゼミの教授は相談に乗ってくれるが、手続き等は自ら行わない限り、卒業後の進路は何も決まらない。教員採用試験に合格することで各自治体で新規採用教員として働くことになるが、教員採用試験に合格しなくとも、自治体に登録しておくことで講師として勤務することができる場合が多い。私立学校を希望するものは採用数、選考時期が学校ごとに変わってくるため、注意が必要である。

### 学園祭
5月に「五月祭」が行われ，新入生の交流の場となる。11月に大学祭「神霜祭」が行われる。神霜祭の名前は、大学祭が神無月（10月）から霜月（11月）にかけて行われていたことに由来し、その頭文字を取ったものである。かつては、大学祭実行委員会委員長、音楽サークル連合委員長、体育会会長の3人からなる組織「三者協」によって、大学祭の意義と構想が毎年見直され、開催が宣言されていた。

## 対外関係

### 国内協定締結校
- 放送大学学園[20]

### 国際協定締結校
以下は学生交流協定締結校
- 大韓民国
  - 梨花女子大学
  - ソウル教育大学校
  - 大邱韓医大学校（英語版）
  - 全州教育大学校
  - 清州教育大学校
  - 公州大学校
  - 釜山教育大学校
  - 忠南大学校
- 中華人民共和国
  - 東北師範大学
  - 天津大学
  - 同済大学
  - 河北師範大学
  - 香港教育大学
  - 山東芸術学院
- 台湾
  - 国立台北教育大学
  - 国立高雄師範大学
  - 国立台中教育大学
  - 国立台湾師範大学
- ベトナム
  - ハノイ大学（英語版）
  - ホーチミン市師範大学
  - ハノイ教育大学（英語版）
- アメリカ合衆国
  - ノースカロライナ大学ウィルミントン校（英語版）
  - ウェスタンカロライナ大学（英語版）
- オーストラリア
  - グリフィス大学
- スウェーデン
  - リンネ大学 （旧ヴェクショー大学）
- ドイツ
  - エアランゲン・ニュルンベルク大学
  - トリア大学（英語版） 言語・文学・メディア学部
  - ライプツィヒ大学 教育学部
- フィンランド
  - オーボ・アカデミー大学
- キルギス
  - ビシケク国立大学
- フランス
  - リヨン第三大学
- スイス
  - ジュネーブ大学
  - チューリッヒ教育大学